# قائمة رؤساء غانا
هذه قائمة بـ رؤساء دول غانا، منذ استقلال غانا في عام 1957 حتى يومنا هذا.
من 1957 إلى 1960 كان رأس الدولة بموجب دستور لعام 1957 هو ملكة غانا ، إليزابيث الثانية ، الذي كان أيضًا ملكة المملكة المتحدة ومملكة الكومنولث الأخرى.
 مثل الملك في غانا حاكم عام. أصبحت غانا جمهورية داخل الكومنولث بموجب دستور عام 1960 وتم استبدال الملك والحاكم العام بسلطة تنفيذية رئيس.

## الملك (1957–1960)
كانت خلافة العرش هي نفسها خط الخلافة على العرش البريطاني.
| الرقم | الصورة | Name (الميلاد - الوفاة)             | الحكم       | الحكم        | الحكم             | البيت الملكي | رئيس الوزراء |
| الرقم | الصورة | Name (الميلاد - الوفاة)             | بداية عهد   | نهاية عهد    | مدة               | البيت الملكي | رئيس الوزراء |
| ----- | ------ | ----------------------------------- | ----------- | ------------ | ----------------- | ------------ | ------------ |
| 1     |        | الملكة إليزابيث الثانية (1926–2022) | 6 مارس 1957 | 1 يوليو 1960 | 3 سنوات و117 أيام | بيت وندسور   | كوامي نكروما |

### الحاكم العام

علم الحاكم العام لغانا

كان الحاكم العام هو ممثل الملك في غانا ومارس معظم سلطات الملك. تم تعيين الحاكم العام لفترة غير محددة ، يخدم في إرضاء الملك. منذ أن مُنحت غانا الاستقلال بموجب قانون استقلال غانا 1957 ، بدلاً من أن يتم تأسيسها في البداية كدولة شبه مستقلة دومينيون ثم رُوّجت لاحقًا للاستقلال بواسطة تشريع وستمنستر لعام 1931, كان يتم دائمًا تعيين الحاكم العام بناءً على نصيحة مجلس وزراء غانا فقط دون تدخل الحكومة البريطانية ، باستثناء تشارلز أردن كلارك ، الحاكم الاستعماري السابق ، الذي شغل منصب الحاكم- بشكل عام مؤقتًا حتى تم استبداله بـ وليام هار. في حالة وجود منصب شاغر ، عمل رئيس القضاة بصفة الضابط المسؤول عن إدارة الحكومة.
الحالة
| الرقم | الصورة | الإسم (الميلاد- الوفاة)              | مدة المنصب     | مدة المنصب     | مدة المنصب        | الملك            | رئيس الوزراء |
| الرقم | الصورة | الإسم (الميلاد- الوفاة)              | تولى منصبه     | ترك المكتب     | الوقت في المنصب   | الملك            | رئيس الوزراء |
| ----- | ------ | ------------------------------------ | -------------- | -------------- | ----------------- | ---------------- | ------------ |
| 1     |        | السير تشارلز أردن كلارك (1898–1962)  | 6 مارس 1957    | 14 مايو 1957   | 69 أيام           | إليزابيث الثانية | كوامي نكروما |
| –     |        | السير كوبينا اركو كورساه (1894–1967) | 14 مايو 1957   | 13 نوفمبر 1957 | 183 أيام          | إليزابيث الثانية | كوامي نكروما |
| 2     |        | السير وليام هار (1906–1997)          | 13 نوفمبر 1957 | 1 يوليو 1960   | 2 سنوات و231 أيام | إليزابيث الثانية | كوامي نكروما |

## الجمهورية الأولى (1960–1966)
بموجب دستور عام 1960 ، وهو أول دستور لجمهورية غانا ، حل الرئيس محل الملك كرئيس تنفيذي للدولة. تم انتخاب الرئيس من قبل البرلمان لمدة 5 سنوات. في حالة وجود منصب شاغر ، عمل ثلاثة أعضاء من مجلس الوزراء معًا كرئيس بالإنابة.
الأحزاب السياسية
الرموز
C  الاستفتاء على الدستور
| الرقم | الصورة | الإسم (الميلاد والوفاة)  | الإنتخابات   | مدة المنصب   | مدة المنصب              | مدة المنصب        | الحزب السياسي      |
| الرقم | الصورة | الإسم (الميلاد والوفاة)  | الإنتخابات   | تولى منصبه   | ترك المكتب              | الوقت في المنصب   | الحزب السياسي      |
| ----- | ------ | ------------------------ | ------------ | ------------ | ----------------------- | ----------------- | ------------------ |
| 1     |        | كوامي نكروما (1909–1972) | 1960 1964[C] | 1 يوليو 1960 | 26 فبراير 1966 (مخلوع.) | 5 سنوات و240 أيام | حزب المؤتمر الشعبي |

## الحكم العسكري (1966-1969)
قاد جوزيف آرثر أنكره انقلاب أطاح بالرئيس نكروما وحكومته ، كما تم حل جميع الأحزاب السياسية والبرلمان.
فصائل أخرى
| الرقم | الصورة | الإسم (الميلاد والوفاة)                                      | مدة المنصب     | مدة المنصب             | مدة المنصب       | الحزب السياسي          |
| الرقم | الصورة | الإسم (الميلاد والوفاة)                                      | تولى منصبه     | ترك المكتب             | الوقت في المنصب  | الحزب السياسي          |
| ----- | ------ | ------------------------------------------------------------ | -------------- | ---------------------- | ---------------- | ---------------------- |
| 2     |        | الفريق جوزيف آرثر أنكره (1915–1992) رئيس مجلس التحرير الوطني | 24 فبراير 1966 | 2 أبريل 1969 (إستقال.) | 3 سنوات و37 أيام | القوات المسلحة الغانية |
| 3     |        | العميد أكواسي أفريفا (1936–1979) رئيس مجلس التحرير الوطني    | 2 أبريل 1969   | 3 سبتمبر 1969          | 154 أيام         | القوات المسلحة الغانية |

## الجمهورية الثانية (1969-1972)
فصائل أخرى
الحالة
| الرقم | الصورة | الإسم (الميلاد والوفاة)                        | الإنتخابات | مدة المنصب    | مدة المنصب             | مدة المنصب      | الحزب السياسي          | رئيس الوزراء |
| الرقم | الصورة | الإسم (الميلاد والوفاة)                        | الإنتخابات | تولى منصبه    | ترك المكتب             | الوقت في المنصب | الحزب السياسي          | رئيس الوزراء |
| ----- | ------ | ---------------------------------------------- | ---------- | ------------- | ---------------------- | --------------- | ---------------------- | ------------ |
| (3)   |        | اكواسي أفريفا (1936–1979) رئيس الهيئة الرئاسية | —          | 3 سبتمبر 1969 | 7 أغسطس 1970           | 338 أيام        | القوات المسلحة الغانية | بوسيا        |
| –     |        | نى اما اولينو (1906–1986)                      | —          | 7 أغسطس 1970  | 31 أغسطس 1970          | 24 أيام         | مستقل                  | بوسيا        |
| 4     |        | إدوارد أكوفو إدو (1906–1979)                   | —          | 31 أغسطس 1970 | 13 يناير 1972 (مخلوع.) | 1 سنة و135 أيام | مستقل                  | بوسيا        |

## الحكم العسكري (1972-1979)
اغناطيوس كوتو أتشيمبونج قاد انقلابًا أطاح بالرئيس أكوفو أدو ، كما تم حل رئيس الوزراء أبريفا بوسيا وحكومته ، وجميع الأحزاب السياسية ، والبرلمان.
الفريق فريد أكوفو قاد حركة انقلابية أطاحت بالجنرال أتشيمبونج, ثم قاد الملازم في الطيران جيري رولينغز انقلابًا أطاح بـ المجلس العسكري الأعلى.
؛ فصائل أخرى
| الرقم | الصورة                                             | الإسم (الميلاد والوفاة)                                                | مدة المنصب    | مدة المنصب              | مدة المنصب        | الحزب السياسي          |
| الرقم | الصورة                                             | الإسم (الميلاد والوفاة)                                                | تولى منصبه    | ترك المكتب              | الوقت في المنصب   | الحزب السياسي          |
| ----- | -------------------------------------------------- | ---------------------------------------------------------------------- | ------------- | ----------------------- | ----------------- | ---------------------- |
| 5     |                                                    | اللواء اغناطيوس كوتو أتشيمبونج (1931–1979) رئيس ل مجلس الخلاص الوطني   | 13 يناير 1972 | 5 يوليو 1978 (المخلوع.) | 6 سنوات و173 أيام | القوات المسلحة الغانية |
| 5     | رئيس المجلس العسكري الأعلى (غانا) من 9 أكتوبر 1975 |                                                                        | 13 يناير 1972 | 5 يوليو 1978 (المخلوع.) | 6 سنوات و173 أيام | القوات المسلحة الغانية |
| 6     |                                                    | الفريق فريد أكوفو (1937–1979) رئيس المجلس العسكري الأعلى (غانا)        | 5 يوليو 1978  | 4 يونيو 1979 (مخلوع.)   | 334 أيام          | القوات المسلحة الغانية |
| 7     |                                                    | ملازم طيار جيري راولينغز (1947–2020) رئيس المجلس الثوري للقوات المسلحة | 4 يونيو 1979  | 24 سبتمبر 1979          | 112 أيام          | القوات المسلحة الغانية |

## الجمهورية الثالثة (1979-1981)[12]
بموجب دستور عام 1979 ، كان الرئيس هو رأس كل من الدولة والحكومة. تم انتخاب الرئيس مباشرة وعمل لمدة أربع سنوات انتهت في الانتخابات العامة التالية ؛ قد يخدم الرئيس فترتين كحد أقصى. في حالة وجود شاغر ، شغل نائب الرئيس منصب الرئيس بالنيابة.
؛احزاب سياسية
| الرقم | الصورة | الإسم (الميلاد والوفاة) | الإنتخابات | مدة المنصب     | مدة المنصب              | مدة المنصب       | الحزب السياسي       |
| الرقم | الصورة | الإسم (الميلاد والوفاة) | الإنتخابات | تولى منصبه     | ترك المكتب              | الوقت في المنصب  | الحزب السياسي       |
| ----- | ------ | ----------------------- | ---------- | -------------- | ----------------------- | ---------------- | ------------------- |
| 8     |        | هيلا ليمن (1934–1998)   | 1979       | 24 سبتمبر 1979 | 31 ديسمبر 1981 (مخلوع.) | 2 سنوات و98 أيام | الحزب الشعبي الوطني |

## الحكم العسكري (1981-1993)
الملازم في الطيران جيري راولينغز قاد انقلابًا أطاح بالرئيس ليمان وحكومته ، كما تم حل جميع الأحزاب السياسية والبرلمان.
؛ فصائل أخرى
| الرقم | الصورة | الإسم (الميلاد والوفاة)                                                     | مدة المنصب     | مدة المنصب   | مدة المنصب       | الحزب السياسي          |
| الرقم | الصورة | الإسم (الميلاد والوفاة)                                                     | تولى منصبه     | ترك المكتب   | الوقت في المنصب  | الحزب السياسي          |
| ----- | ------ | --------------------------------------------------------------------------- | -------------- | ------------ | ---------------- | ---------------------- |
| (7)   |        | الملازم في الطيران جيري راولينغز (1947–2020) رئيس مجلس الدفاع الوطني المؤقت | 31 ديسمبر 1981 | 7 يناير 1993 | 11 سنوات و7 أيام | القوات المسلحة الغانية |

## الجمهورية الرابعة (1993 حتى الآن)
بموجب الدستور الحالي ، يكون الرئيس هو رأس كل من الدولة والحكومة. يُنتخب الرئيس مباشرة ويخدم لفترة أربع سنوات تنتهي في الانتخابات العامة التالية ؛ يجوز للرئيس أن يخدم فترتين كحد أقصى. في حالة وجود شاغر ، يخدم نائب الرئيس الوقت المتبقي كرئيس.
؛احزاب سياسية
| الرقم | الصورة | الإسم (الميلاد والوفاة)          | الإنتخابات | مدة المنصب    | مدة المنصب                      | مدة المنصب        | الحزب السياسي             |
| الرقم | الصورة | الإسم (الميلاد والوفاة)          | الإنتخابات | تولى منصبه    | ترك المكتب                      | الوقت في المنصب   | الحزب السياسي             |
| ----- | ------ | -------------------------------- | ---------- | ------------- | ------------------------------- | ----------------- | ------------------------- |
| (7)   |        | جيري راولينغز (1947–2020)        | 1992 1996  | 7 يناير 1993  | 7 يناير 2001                    | 8 سنوات           | المؤتمر الوطني الديمقراطي |
| 8     |        | جون كوفور (مواليد 1938)          | 2000 2004  | 7 يناير 2001  | 7 يناير 2009                    | 8 سنوات           | الحزب الوطني الجديد       |
| 9     |        | جون أتا ميلز (1944–2012)         | 2008       | 7 يناير 2009  | 24 يوليو 2012 (توفى في المنصب.) | 3 سنوات و199 أيام | المؤتمر الوطني الديمقراطي |
| 10    |        | جون دراماني ماهاما (مواليد 1958) | 2012       | 24 يوليو 2012 | 7 يناير 2017                    | 4 سنوات و167 أيام | المؤتمر الوطني الديمقراطي |
| 11    |        | نانا أكوفو أدو (مواليد 1944)     | 2016 2020  | 7 يناير 2017  | حالي                            | 8 سنوات و62 أيام  | الحزب الوطني الجديد       |

## التركيبة السكانية
| رئيس الدولة             | العرقية                | الانتماء الديني                                         |
| كوامي نكروما            | نزيما (أكان)           | الكنيسة الرومانية الكاثوليكية(فيما بعد مسيحي غير طائفي) |
| جوزيف آرثر أنكره        | جا                     | ميثودية                                                 |
| أكواسي أفريفا           | اشانتي (اكان)          | أنجليكية                                                |
| ني آما أويلينو          | Ga                     | مشيخية                                                  |
| إدوارد أكوفو إدو        | أكوابم (أكان)          | مشيخية                                                  |
| كوفي ابريفا بوسيا       | بونو (اكان)            | ميثودية                                                 |
| اغناطيوس كوتو اتشيمبونج | اشانتي (اكان)          | الكنيسة الرومانية الكاثوليكية                           |
| فريد أكوفو              | أكوابم (أكان)          | مشيخية                                                  |
| هيلا ليمان              | سيسالا                 | الكنيسة الرومانية الكاثوليكية                           |
| جيري راولينغز           | الاسكتلندي / أنلو إيوي | الكنيسة الرومانية الكاثوليكية                           |
| جون أجيكوم كوفور        | أشانتي (أكان)          | الكنيسة الرومانية الكاثوليكية                           |
| جون أتا ميلز            | فانتي (أكان)           | ميثودية                                                 |
| جون دراماني ماهاما      | جونجا                  | جمعيات الله (مشيخية)                                    |
| نانا أكوفو أدو          | أكوابم / أكيم (أكان)   | أنجليكية (مشيخية)                                       |

## الشعارات

شعار الحاكم العام
الشعار الرئاسي

## روابط خارجية
- رجال دولة العالم - غانا
- Rulers.org - غانا